# Sindrom akutne dihalne stiske
Sindrom akutne dihalne stiske (ARDS, angl. Acute Respiratory Distress Syndrome) je fulminantni pljučni intersticijski in alveolarni edem (nakopičenje tekočine) pri težko obolelih, poškodovancih ali operirancih, ki se navadno razvije v nekaj dneh po začetni poškodbi. Simptomi zajemajo oteženo in hitro dihanje ter pomodrelost kože. Pri bolnikih, ki preživijo sindrom akutne dihalne stiske, je kakovost njihovega nadaljnjega življenja pogosto zmanjšana.
Med vzroke spadajo na primer sepsa, vnetje trebušne slinavke, večja poškodba, pljučnica (vključno s pljučnico zaradi covida-19 in pljučnico zaradi aspiracije). Do dihalne stiske pride zaradi razširjene poškodbe celic v pljučnih mešičkih, motenj v delovanju pljučnega surfaktanta, aktivacije imunskega sistema ter motenega uravnavanja strjevanja krvi. Posledično pride do motene izmenjave kisika in ogljikovega dioksida v pljučih. Diagnoza temelji na določitvi razmerja parcialega tlaka kisika v arterijah in frakcije inspiriranega kisika (razmerje PaO2/FiO2), ki je manjše od 300 mm Hg  kljub pozitivnemu tlaku v dihalnih poteh pri koncu izdiha (PEEP) več kot 5 cm H2O. Izključiti je treba srčno obolenje kot vzrok pljučnega edema.
Primarno se sindrom akutne dihalne stiske zdravi z umetnim predihavanjem bolnika ter zdravljenjem bolezni oziroma stanja, ki je povzročilo akutno dihalno stisko. Pri predihavanju se uporabljajo majhne prostornine in nizki tlaki. Če se oksigenacija krvi ne popravi v dovoljšnji meri, je lahko potrebno obračanje bolnika na trebuh in uporaba nevromuskularnih blokatorjev. Če tako zdravljenje ni uspešno, lahko pride v poštev zunajtelesna membranska oksigenacija (ECMO). Sindrom akutne dihalne stiske je povezan s 35- do 50-odstotno smrtnostjo.
V svetovnem merilu sindrom akutne dihalne stiske prizadene okoli 3 milijone bolnikov. Bolezen so prvič opisali leta 1967. Mestoma se uporablja izraz sindrom dihalne stiske pri odraslem, za razločevanje od sindroma dihalne stiske pri novorojenčku, vendar velja, da je strokovno izraz akutni sindrom dihalne stiske ustreznejši, kajti pojavi se lahko pri bolnikih v katerikoli starosti.

## Znaki in simptomi
Bolezenski znaki in simptomi se navadno pojavijo v prvih dveh urah od nastopa vzročnega dogodka, lahko pa tudi po enem do treh dneh. Zaradi motene ventilacije se lahko pojavijo oteženo in hitro dihanje in znižane ravni kisika v krvi. Pogosto nastopijo tudi mišična in splošna oslabljenost, nizek krvni tlak, suh kašelj in vročina.

### Zapleti
Možni so naslednji zapleti:
- pljuča: barotravma pljuč (volutravma), pljučna embolija (PE), pljučna fibroza, pljučnica ob umetnem predihavanju (VAP)
- prebavila: krvavitve (razjede), motnje gibljivosti črevesja, prevmoperitonej (zrak v trebušni votlini), translokacija bakterij
- živčevje: hipoksična možganska poškodba
- srce: motnje srčnega ritma, motnje v delovanju srčne mišice
- ledvice: akutna ledvična odpoved, pozitivno tekočinsko ravnovesje
- mehanski zapleti: poškodba žil, pnevmotoraks (ob namestitvi katetrav pljučno arterijo), stenoza sapnika (zaradi intubacije in/ali draženja zaradi endotrahealnega tubusa)
- nutricijski: nedohranjenost (katabolično stanje), motnje elektrolitov

Drugi značilni zapleti vključujejo:
- atelektazo
- zaplete zaradi bolnišničnega zdravljenja: krvni strdki zaradi dolgotrajnega ležanja, oslabelost dihalnih mišic, preležanine, lahko tudi depresija in druge psihične motnje
- večorgansko odpoved
- pljučno hipertenzijo (povišan krvni tlak v glavni arteriji med srcem in pljuči)